# Berthe Forchhammer
Berthe Elise Brynjolfsson Forchhammer (født Bock 15. november 1880 i København, død 10. december 1946) var en dansk skuespiller.
I årene 1900-03 var hun elev på Dagmarteatret og var efter hun blev gift fra 1904-08 i udlandet[kilde mangler]. Forchhammer debuterede i 1909 på Folketeatret som Karen Bornemann i "Karen Bornemann" og gik senere Det Kongelige Teaters elevskole 1911-1913. I årene 1914-17 var hun tilknyttet Aarhus Teater og 1921-23 var hun ved Odense Teater og senere på turné hos Gerda Christophersen og Otto Jacobsen. Hun spillede Ammen i "Medea" i Glyptotheksalen og fik derefter engagementer på Forsøgsscenen og ved Aalborg Teater. Sidste turné var i 1943 hos Jakob Nielsen, som moderen i "En Landstryger". Derefter tog hun tilbage til København og blev engageret i instruktion af amatørforestillinger. Hun var også engageret på "Arbejdernes Teater", blandt rollerne var den amerikanske tante i Soyas "Parasitterne". 
Berthe Forchhammer var gift med overlæge og formand for Danmarks Idræts-Forbund Holger Forchhammer (1866-1946).

## Stumfilmsroller
- Kattebaronessen (1912)
- En frygtelig Fejltagelse (1912)
- Bagerstrædes Hemmelighed (1912)
- Krigens Fakkel (1913)
- En Udskejelse (1914)
- Prometheus I-II (1921)

## Teaterroller

### Det Kongelige Teater
1911
- Julius Cæsar
  - Portia

1918
- Julius Cæsar
  - Portia

### Det Sociale Teater
1931
- Parasitterne
  - Miss Olson

### Folketeatret
1909
- Karen Bornemaan
  - Karen Bornemaan

### Nørrebros Teater
1923
- Affæren Jensen
  - Dorothea, Janus' kone

### Odense Teater
1921
- Over evne
  - Fru Sang

1922
- Bjærg-Eyvind og hans hustru
  - Enken Halle

1923
- Hamlet
  - Dronning Gertrud

### Aarhus Teater
1922
- Paul Lange og Tora Persberg
  - Tora